# Tontowi Ahmad
Tontowi Ahmad (18 de julio de 1987) es un deportista indonesio que compitió en bádminton, en la modalidad de dobles mixto.
Participó en dos Juegos Olímpicos de Verano en los años 2012 y 2016, obteniendo una medalla de oro en Río de Janeiro 2016 en la prueba de dobles mixto. Ganó cuatro medallas en el Campeonato Mundial de Bádminton entre los años 2011 y 2017.

## Palmarés internacional
| Juegos Olímpicos   | Juegos Olímpicos        | Juegos Olímpicos  | Juegos Olímpicos |
| Año                | Lugar                   | Medalla           | Prueba           |
| ------------------ | ----------------------- | ----------------- | ---------------- |
| 2016               | Río de Janeiro (Brasil) | Medalla de oro    | Dobles mixto     |
| Campeonato Mundial |                         |                   |                  |
| Año                | Lugar                   | Medalla           | Prueba           |
| 2011               | Londres (Reino Unido)   | Medalla de bronce | Dobles mixto     |
| 2013               | Cantón (China)          | Medalla de oro    | Dobles mixto     |
| 2015               | Yakarta (Indonesia)     | Medalla de bronce | Dobles mixto     |
| 2017               | Glasgow (Reino Unido)   | Medalla de oro    | Dobles mixto     |